# Полонез
Полонез је белоруски самоходни вишецевни бацач ракета великог домета. Конструисан је како би заменио совјетски вишецевни бацач ракета Смерч, који је по својим карактеристикама био превазиђен тј. није више одговарао нарастајућим потребама белоруске војске.

## Историја развоја
Планирано је да вишецевни бацач ракета Полонез уђе у наоружање белоруске војске до краја 2016. године. Предузеће Државног војног комитета заједно са Министарством одбране развили су јединствени вишецевни бацач ракета Полонез, који током гађања може погодити задату мету на удаљености већој од 200 km. Прво тестирање успешно је обављено на полигону у Кини. Према речима генерал мајора Игора Лотенкова у интервијуу датом Белоруској војној газети, планирано је да вишецевни бацач ракета уђе у наоружање током 2016. године.
Већ 12.06.2016. године Државни војни комитет Републике Белорусије објавио је да је успешно завршено са развојем вишецевног бацача ракета Полонез.Више од 20 различитих фабрика радило је на развоју овог далекометног вишецевног бацача ракета, који ће моћи да на адекватан начин одговори захтевима државне комисије за испитивања приликом обављања постављених задатака.Према саопштењу које је дао Сергеј Гурулев из из Државног војно-индустријског комитета(белоруске фабрике која се бави производњом вишецевних бацача ракета рус: Государственный военно-промышленный комитет Республики) домет система требало би да износи 200km и који би према његовим речима требало да уђе у наоружање до 1. јула.
Тако је завршено испитивање новог ракетног наоружања у Белорусији. Томе је претходило саопштење председника Александра Лукашенка на седници владе.
”Данас је за нас велики дан у погледу безбедности и одбране. Наша војска успела је у време оскудице да са релативно малим средствима развије и тестира и сада буде већ у могућности да производи самостално белорусо ракетно наоружање. ”
Према његовим речима, "Тестови су били веома успешни." "Ракете су погоди мету уз само метар ипо одступања од постављених циљева - први плотун. Други плотун - само десет метара. Што је савршено. Овај ракетни систем смо створили у Белорусији за две године ", - рекао је шеф државе.“ ”
Он је упутио премијеру захтев да размотри достављање државних награда онима који су допринели стварању овако софистицираних оружја. "Осим тога, без икаквих ограничења. Они који су заслужили, треба и да добију ове награде. Ово је највеће достигнуће ", - рекао је Лукашенко
Први модели вишецевних бацача ракета Полонез представљени су јавности на војној паради у Минску коју су се налазили у саставу Минског војног гарнизона. Том приликом белоруски председник Александар Лукашенко је изјавио:
”То је наше најсавременије и наше најмоћније оружје. Његово присуство је важан фактор стратешког одвраћања сваког ко би са нашом земљом хтео да разговара са позиције силе.”
Завршна тестирања су била изведена на у Житковидском рејону, у Големској области у Белорусији.

## Карактеристике
"Полонез" има за циљ да допуни породицу вишецевних бацача ракета, који се налазе у саставу белоруске војске. Ракете "Полоњеза" треба да попуне рупу у постојећој породици ВБР-ова и да омогуће прецизне ударе на осам циљева истовремено, и одступање од скупа координата на максималној удаљености не веће од 30 м. Ова прецизност у комбинацији са другим предностима овог ракетног система омогућава да реши многе борбене мисије које су специфичне за оперативни тактичке ракете и бомбардере.